# Matar a un muerto
Matar a un muerto és una pel·lícula dramàtica paraguaiana del 2019 dirigida per Hugo Giménez. Va ser seleccionada per representar Paraguai als Premis Oscar de 2019 en la categoria al millor llargmetratge internacional, però no va ser nominada.

## Sinopsi
Durant la dictadura militar al Paraguai dels anys setanta, dos homes que enterren els morts en secret s'adonen que un dels cadàvers encara és viu.

## Repartiment
- Ever Enciso
- Aníbal Ortiz
- Silvio Rodas
- Jorge Román

## Nominacions
| Premi       | Categoria                                     | Nominats         | Resultat | Ref.  |
| ----------- | --------------------------------------------- | ---------------- | -------- | ----- |
| Premis Goya | Millor pel·lícula estrangera de parla hispana | Mata a un muerto | Pendent  | [ 3 ] |